# Somatidia testudo
Somatidia testudo là một loài bọ cánh cứng trong họ Cerambycidae.